# Anna Zaporozhanova
Anna Oleksandrivna Zaporozhanova (Kiev, 18 de fevereiro de 1966) é uma ex-tenista profissional ucraniana 
Em Sydney 2000, ela perdeu na segunda rodada em duplas para as francesas Julie Halard e Amélie Mauresmo, com parceira de Elena Tatarkova, apos venceram as taiwanesas na primeira rodada.